# Essang
Essang is een bestuurslaag in het regentschap Sumenep van de provincie Oost-Java, Indonesië. Essang telt 3752 inwoners (volkstelling 2010).